# Disco Bee
Disco Bee (eigentlich Barbara Geraldine Hausar) ist eine österreichische Popsängerin. Mit Coverversionen verschiedener Dance-Hits feierte sie ab 2005 in ihrer Heimat mehrere Charterfolge.

## Hintergrund
Barbara Geraldine Hauser besuchte mit 15 Jahren eine Musikschule und lernte dort Gesang und Tanz. Mit 18 Jahren machte sie sich als Backgroundsängerin einen Namen und startete 2003 ihr eigenes Dance-Projekt. Sie erhielt damit einen Vertrag bei Universal Music Austria. Für ihren Erfolg mit ihrer Debüt-Single From Paris to Berlin, im Original von dem dänischen Musikprojekt Infernal, wurde sie 2006 in den Kategorien Newcomer des Jahres und Künstlerin Rock Pop national für zwei Amadeus Music Awards nominiert. Die Single erreichte Platz 14 der Charts. Es folgten mit This Is My Club (Platz 34) und Bailando (Platz 25, im Original von Loona) zwei weitere Top-50-Hits.
Die beiden Singles It’s My Party und Someday erreichten nur noch die Top 100. Ihre musikalische Karriere beendete sie 2007 nach der Single Someday.
Heute schreibt Hausar ihren eigenen Blog Fettessternchen.tv und moderiert einige regionale Formate auf YouTube. Außerdem schreibt sie für die Seite Klatsch-Tratsch.de.

## Diskografie
| Jahr | Titel Album          | Höchstplatzierung, Gesamtwochen, AuszeichnungChartsChartplatzierungen (Jahr, Titel, Album, Platzierungen, Wochen, Auszeichnungen, Anmerkungen) | Anmerkungen               |
| Jahr | Titel Album          | AT | Anmerkungen               |
| ---- | -------------------- | --- | ------------------------- |
| 2005 | From Paris to Berlin | AT14 (11 Wo.)AT | Originalversion: Infernal |
| 2005 | This Is My Club      | AT34 (8 Wo.)AT |                           |
| 2006 | Bailando             | AT25 (11 Wo.)AT | Original: Loona           |
| 2007 | It’s My Party        | AT60 (2 Wo.)AT |                           |
| 2007 | Someday              | AT72 (1 Wo.)AT |                           |